# Diocesi di Cuse
La diocesi di Cuse (in latino Dioecesis Cusiensis) è una sede soppressa del patriarcato di Alessandria e sede titolare della Chiesa cattolica.

## Storia
Cusae, identificata oggi con la città di el-Qusiya sulla riva occidentale del Nilo, fu una sede vescovile della provincia romana della Tebaide Prima nella diocesi civile di Egitto. Faceva parte del patriarcato di Alessandria ed era suffraganea dell'arcidiocesi di Antinoe.
Sono quattro i vescovi noti di quest'antica diocesi egiziana. Il primo è Achille, vescovo meleziano, il cui nome appare nella lista, trasmessa da Atanasio di Alessandria, dei vescovi meleziani che Melezio di Licopoli inviò all'arcivescovo Alessandro di Alessandria all'indomani del concilio di Nicea del 325. Achille è documentato anche tra gli accusatori di Atanasio al concilio di Tiro del 335.
Un vescovo di nome Elia è attribuito al IV o V secolo. Teonas prese parte al concilio di Costantinopoli del 553. A questa sede viene attribuito anche Gregorio, vescovo monofisita, che assistette il patriarca Giovanni III sul letto di morte (689).
Dal XIX secolo Cuse è annoverata tra le sedi vescovili titolari della Chiesa cattolica; la sede è vacante dal 13 maggio 1982.

## Cronotassi

### Vescovi residenti
- Achille † (prima del 325 - dopo il 335)
- Elia † (IV-V secolo)
- Teonas † (menzionato nel 553)
  - Gregorio † (menzionato nel 689) (vescovo monofisita)

### Vescovi titolari
- Vincent-François-Joseph Sage, M.E.P. † (20 luglio 1914 - 20 settembre 1917 deceduto)
- Romuald Jałbrzykowski † (29 luglio 1918 - 14 dicembre 1925 nominato vescovo di Łomża)
- Jean-Baptiste-Etienne-Honoré Penon † (21 giugno 1926 - 7 settembre 1929 deceduto)
- Tommaso Berutti, S.I. † (19 dicembre 1929 - 21 gennaio 1975 deceduto)
- Joseph Anthony Ferrario † (8 novembre 1977 - 13 maggio 1982 nominato vescovo di Honolulu)